# Linköpings stifts kyrkosångsförbund
Linköpings stifts kyrkosångsförbund är ett svenskt delförbund i Sveriges kyrkosångsförbund som bildades 1923.

## Historik
Linköpings stifts kyrkosångsförbund bildades 1923 på initiativ av komministern Artur Adell i Sjärnorps församling. Den första styrelsen bestod av 20 personer med biskop John Personne som ordförande. Inititivtagare till den första den barnkördagen i maj 1960 i Linköpings stift, var Gunnar Hjorth.

## Förbundsordförande
- 1923–1926: Biskop John Personne.
- 1927–1935: Biskop Erik Aurelius den äldre.
- 1936–1947: Biskop Tor Andrae.
- 1948–1959: Biskop Torsten Ysander.
- 1960–: Biskop Ragnar Askmark.

### Ordförande
- 1923–1946: Kyrkoherden Martin Allard.[1]
- 1946–1954: Kyrkoherde Martin Leby.[1]
- 1954–1960: Komminister Olle Agrell.[1]
- 1961–1962: Vakant.[1]
- 1963–1966: Kantor Birger Börjeson.[1]
- 1967–1970: Greta Bäckius.[1]
- 1971–: Överstelöjtnant Lars Larsson.[1]

### Vice Ordförande
- 1923–1928: Komminister Arthur Adell.[1]
- 1928–1947: Musikdirektör Nils Kjellberg.[1]
- 1947–1960: Kantor Henning Novik.[1]
- 1960–1962: Kantor Birger Börjeson[1]
- 1863–1966: Domkyrkoorganist Helmer Bengtsson.[1]
- 1967–1968: Kyrkoherde Bengt Gustaf Aurelius.[1]
- 1969–1970: Kantor Bertil Korsfeldt[1]
- 1971–1972: Domkyrkoorganist Uno Sandén.[1]
- 1973–: Kyrkoherde Hans Glimborg.[1]

### Sekreterare
- 1923–1925: Komminister Torsten Borggård.[1]
- 1925–1968: Kantor Hjalmar Hagström.[1]
- 1969–: Kantor Bertil Korsfeldt.[1]

### Kassör
- 1923–1925: Komminister Torsten Borggård.[1]
- 1925–1968: Kantor Hjalmar Hagström.[1]
- 1969–: Köpman Sven Andersson.[1]

### Förbundsdirigenter
- 1923–1926: Komminister Artur Adell[1]
- 1925–1934: Musikdirektör Harald Cederwall[1]
- 1926–1942: Kantor David Hedbor[1]
- 1935–1942: Musikdirektör Nils Kjellberg[1]
- 1935–1938: Domkyrkokantor Eskil Olsson[1]
- 1942–1952: Musikdirektör Nils Eriksson[1]
- 1942: Musikdirektör Carl Bengtsson[1]

- 1968–: Musikdirektör Nils Ankarstrand[1]
- 1973–: Domkyrkoorganist Uno Sandén[1]
- 1973–: Kantor Claes Gunnarsson[1]

### Fotnoter
1. 1 2 3 4 5 6 7 8 9 10 11 12 13 14 15 16 17 18 19 20 21 22 23 24 25 26 27 28 29 30 31 32 33  Börjeson Birger, red (1973). Linköpings stifts kyrkosångsförbund 1923-1973: jubileumsskrift. [Linköping]: [Kyrkokören]. Libris 1591901